# 林索爾火山
22°09′S 67°58′W / 22.150°S 67.967°W

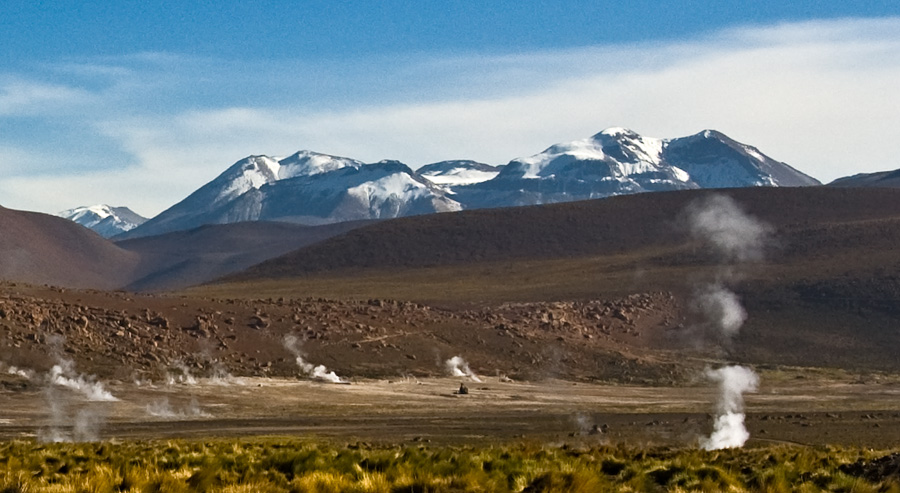

林索爾火山（西班牙語：Linzor），是南美洲的火山，位於玻利維亞和智利接壤的邊境，屬於安第斯山脈的一部分，處於科羅拉達湖和萊翁山附近，海拔高度5,680米。